# Sierras de Sumampa
El sistema de las sierras de Sumampa es un cordón orográfico del centro-norte de la Argentina. Se sitúa en el sur de la provincia de Santiago del Estero y el norte de la provincia de Córdoba. Su altitud máxima sería de alrededor de 600 m s. n. m.. Pertenece a las sierras Pampeanas Septentrionales. Los cordones brotan desde de la vasta planicie limo-loéssica, y por sectores salitrosa, correspondiente a la llanura chacopampeana, de infinita chatura.

## Geografía

### Situación geográfica y características
Este sistema serrano se desarrolla sobre territorios de dos provincias argentinas, la parte septentrional (de una superficie aproximada de 30 000 hectáreas) se encuentra en el sur de Santiago del Estero, desde el centro del departamento Quebrachos cruza la región oriental del departamento Ojo de Agua. La porción austral se localiza en el norte de Córdoba, en el departamento Río Seco y sectores fronterizos orientales del departamento Sobremonte. Las coordenadas del sector fronterizo interprovincial son: 29°38′32.04″S 63°37′30.75″O / -29.6422333, -63.6252083.
La cota máxima de estas sierras sería el cerro Cantamampa, de 600 m s. n. m.

### Origen geológico
Geológicamente, las sierras de Sumampa están constituidas por intrusiones granitoides calcoalcalinas definidas como del tipo I, conformadas en un arco magmático de edad paleozoica inferior
Estas sierras se sitúan en la unidad geológica homogénea (UGH) “Sierras de Sumampa y Ambargasta”, y al conjunto de ambas se denomina ‘‘batolito de la sierra Norte’’.
La presencia de yacimientos de manganeso es importante en la zona; también hay cuarzo, feldespato, caliza, mica, etc.

### Cerros
En Santiago del Estero
Algunos cerros en las proximidades de Ojo de Agua son el cerro Pisco Huasi, el Cerro de la Cruz, el Cerrito y Guascán en las proximidades de Ojo de Agua; en la zona de Sumampa el cerro Guanaco, el Ramírez de Velazco, el Cara del Indio y el Sumampa Viejo; y en la zona de Sol de Julio el cerro de la Grana y el Jarilla. En el sector norte sólo destaca el cerro El Divisadero, de modestos 432 m s. n. m. El sistema de las sierras de Sumampa desprende dos pequeñas cadenas secundarias: hacia el noroeste el cordón de las sierras de Tacanas y hacia el nordeste el de las sierras de Velazco.
En Córdoba
Se encuentran el cerro San Miguel, de 562 m s. n. m., el Matoyaco y el Grande, en el sector sur del encadenamiento, ya próximo a las sierras de Ambargasta y al cerro Colorado, el cual es, junto con la sierra Norte, la continuación austral del sistema de Sumampa, del que está separado por la ruta provincial 22. en la 

### Hidrografía
De los “ojos de agua” o manantiales existentes destaca el situado en la Cuchilla de Báez, el arroyo Báez, el cual fue contenido por un dique. Otros arroyos importantes son el arroyo Cantamampa, el arroyo La Primavera, el arroyo Sarmiento, y en el límite interprovincial, el arroyo Ancas Mayo. En su sector norte el sistema serrano es atravesado por el río Utis.

### Clima
El sistema poseen en el pedemonte con menor altura un clima «tropical continental», de tipo monzónico, con una marcada amplitud térmica diaria, partiendo hídricamente en la llanura desde el semiárido hasta el subhúmedo del cordón mismo, el que tiende al clima de «tierra fría media» en razón del aumento de su altitud. Entre mayo y octubre presenta una marcada estación seca, con precipitaciones nulas en el invierno, el cual es frío en las noches, con mínimas absolutas de hasta -5 °C. Desde noviembre hasta abril se produce la temporada húmeda. El verano es poco ventoso, con calmas muy prolongadas; se alcanzan máximas superiores a los 45 °C.
Los acumulados anuales de precipitación en la llanura son entre 500 y 550 mm, siendo en las laderas orientales de las sierras algo superiores a 600 mm. 
Como las sierras de Sumampa representan pocos cientos de metros sobre la llanura circundante (la que se haya a unos 300 m s. n. m.) las lluvias orográficas que pueden desencadenar son muy pocas, por lo que la humedad las supera mayormente para concluir en los cordones catamarqueños. No obstante, algo de mayor humedad es capturada, a la que se le agrega la que permanece por la detención del viento desecante, más la que aporta la densa vegetación (y su sombra), y las quebradas refrescadas por pequeños arroyos temporarios con laderas de umbría, hace que se presentes condiciones más benignas que en la planicie a sus pies, permitiendo el desarrollo de una flora correspondiente al distrito chaqueño serrano.

### Área protegida
Historia y situación
En el año 1997, y por medio de la ley provincial N.º 6381 (dentro del marco de la ley provincial N.º 5787), se creó la reserva provincial de uso múltiple sierras de Sumampa.
Esta consideración es mayormente nominativa, careciendo de mayor efectividad, dada la situación catastral de su territorio, con numerosa población ocupando la mayor parte del área protegida, lo que torna muy difícil la concreción de un área de conservación efectiva de gran extensión. Estos pobladores han alterado parte del ecosistema, al talar especies maderables, y con el característico sobrepastoreo de su rebaño caprino, especie especialmente eficaz en acceder a recursos inaccesibles para otro tipo de ganado doméstico, como trepar árboles, bajar ramas, y subir a cornisas y filos, haciendo que sean pocos los microhábitats que quedan libres de sus dientes. La fauna silvestre mayor no se salva de la misma problemática que aqueja a la flora, siendo muy perseguida por los mismos pobladores, como simple divertimiento, recurso proteico o para eliminar a los predadores de sus animales domésticos.  
Flora

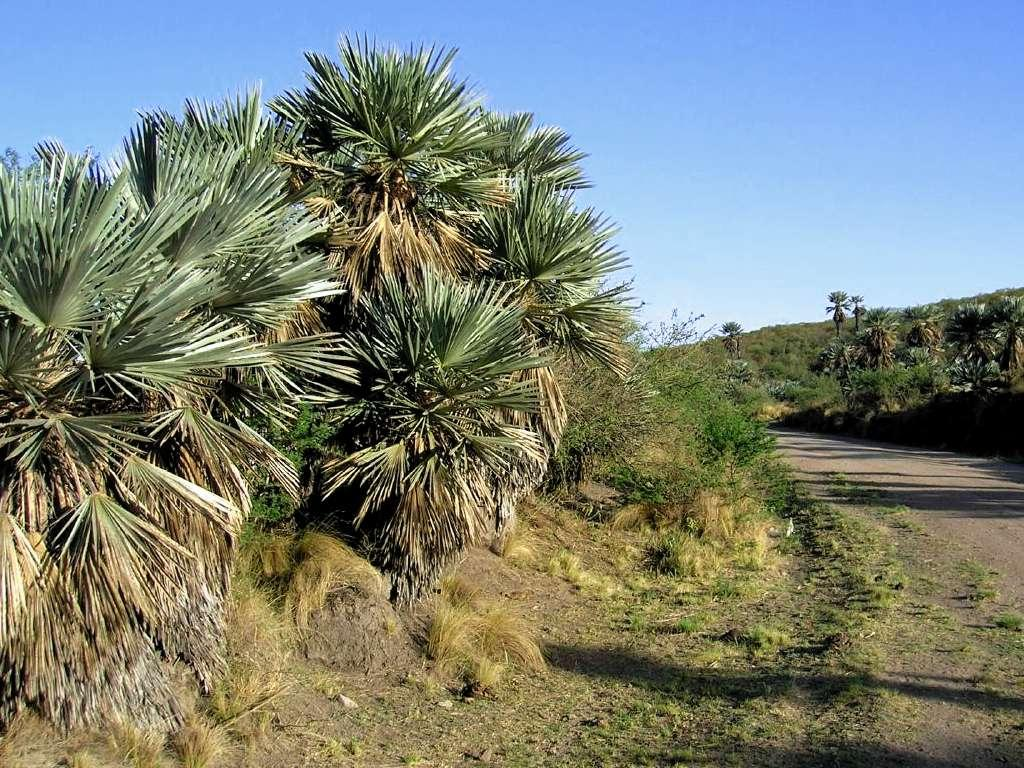
Las palmeras caranday son comunes en estas sierras.

La vegetación que se desarrolla en las sierras de Sumampa corresponde al distrito fitogeográfico chaqueño serrano, siendo el pedemonte occidental influenciado por el chaqueño árido, y hacia el norte y este (con mayor humedad) por el chaqueño occidental; todos forman parte de la provincia fitogeográfica chaqueña. Abundan plantas espinosas, entre las que destacan las cactáceas, con representantes de diversas formas y tamaños, desde minúsculos hasta algunos de 7 u 8 metros de altura, como el ucle o el cardón. Entre las especies arbóreas se encuentran, entre otras, varias especies de algarrobos, el quebracho blanco, chañar, mistol, tala, y el palo cruz, un lapacho de flor amarilla. En la región limítrofe interprovincial destacan extensos pastizales antrópicos salpicados por palmeras caranday, ambiente generado por las frecuentes quemas de los ganaderos, para mantener el terreno libre de leñosas. Su flora presenta un endemismos, como una cactácea y una compuesta descrita en el año 1982.
Fauna

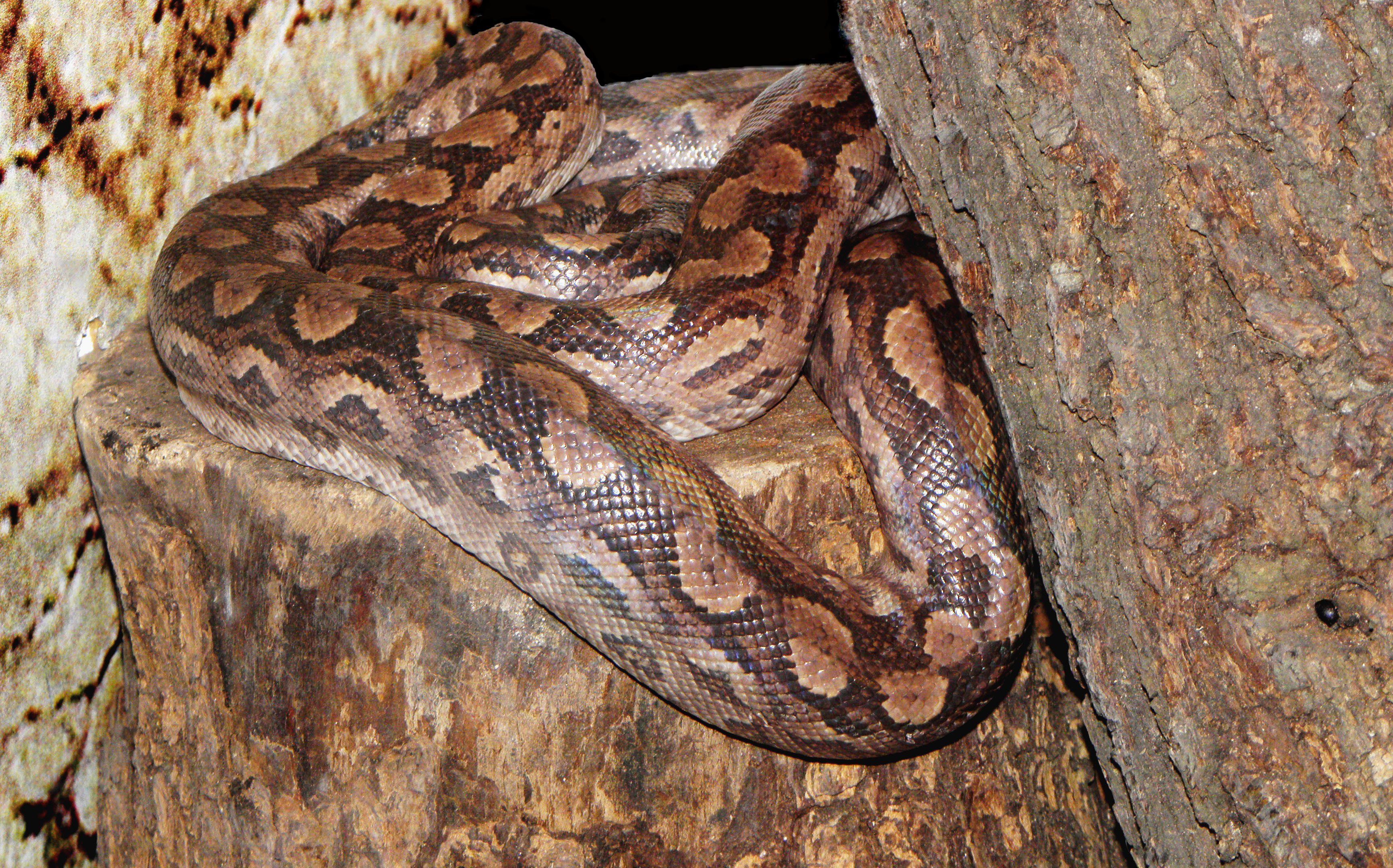
Entre los reptiles que habitan estas sierras se encuentran serpientes como la boa arcoíris chaqueña.

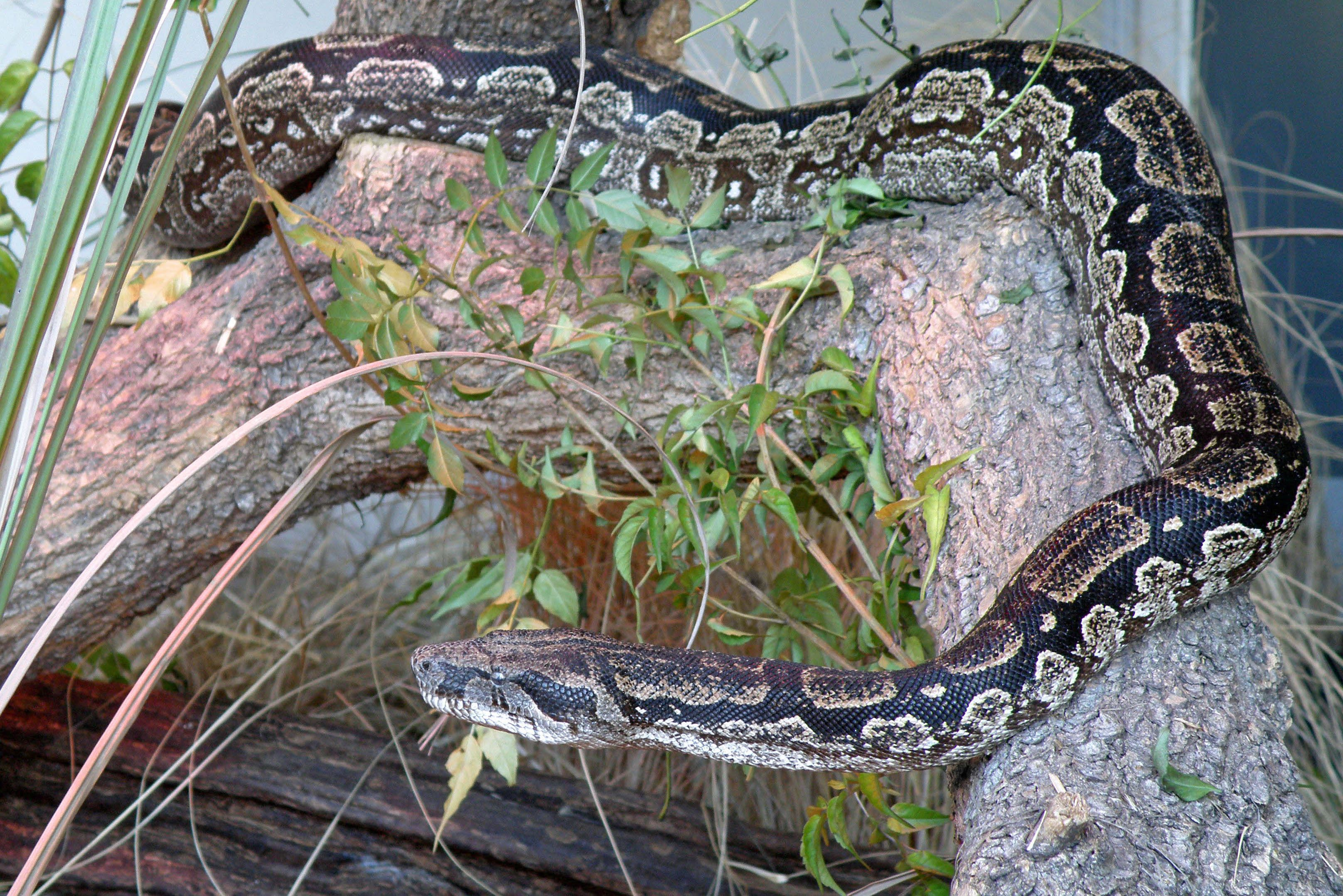
Entre los reptiles que habitan estas sierras se encuentran serpientes como la boa de las vizcacheras o lampalagua.

Entre los ofidios que habitan estas sierras se encuentran serpientes constrictoras como la boa arcoíris chaqueña y la boa de las vizcacheras o lampalagua.

## Geografía humana

### Primitivos habitantes
A la llegada de los colonizadores españoles las sierras estaban habitadas por amerindios sedentarios y agricultores, específicamente por parcialidades sanavirones.

### Localidades, acceso y atractivos turísticos
Localidades
- En Santiago del Estero

En la vertiente oriental se ubican las localidades de Ramírez de Velazco, Sumampa, Sumampa Viejo, Villa Ojo de Agua Sol de Julio y Báez. En la occidental sólo destaca Villa Quebrachos.
- En Córdoba

En la vertiente oriental se ubican las localidades de San Pedro de Gutemberg, Los Hoyos, La Rinconada, y en su extremo sur Villa de María. En la vertiente occidental se encuentra próxima la ciudad de San Francisco del Chañar.
Acceso
Se accede fácilmente mediante la Ruta Nacional 9, la cual atraviesa el sistema, una carretera que une la ciudad de Buenos Aires con Bolivia, por lo que presenta un intenso tránsito. Está asfaltada y une Villa de María con la Villa Ojo de Agua, y a su vez esta se comunica con Sumampa mediante la también asfaltada ruta provincial 13.
Atractivos turísticos
Las sierras presentan atractivos turísticos, especialmente para la observación de naturaleza, campamentismo, treekking, etc. Generalmente por su infraestructura de servicios, se utilizan como base para conocer la comarca del lado santiagueño las localidades de Villa Ojo de Agua o Sumampa, desde las cuales se puede acceder fácilmente a los principales puntos de atracción turística serranos mediante caminos de tierra transitables.
Mediante la circulación por las rutas provinciales 13 o 15, y luego por un desvío, se accede al camino de tierra que contornea el curso del arroyo Cantamampa, que discurre entre altos paredones rocosos de coloración rojiza salpicados de claveles del aire saxícolas. En sus márgenes el bosque ofrece un sitio adecuado para la observación de aves forestales. Sobre este arroyo existe un balneario formado por ollas naturales; en sus proximidades destaca la figura del cerro Pisco Huasi o Casa de los Pájaros, de curiosa cúspide. 
Otro balneario se encuentra en el dique de Báez; este último puede estar totalmente seco en la temporada inverno-primaveral. 
En proximidades de Ojo de Agua se encuentra la localidad de Ashpa Puca; en esa zona destaca el arroyo El Cajón (que corre entre grandes rocas) y la cascada Cóndor Huasi.
Arte rupestre
En este cordón serrano destacan dos sitios con vestigios de arte precolombino. a 1200 metros del pueblo de Sumampa Viejo se encuentran paredones con grabados realizados por las etnias que habitaron la región. El segundo sitio destaca como el más importante conjunto precolombino de arte rupestre provincial, es el denominado "Para Yacu", el cual dista unos 8 km de Sumampa. En él se observan abrigos y paneles cóncavos con pictografías y petroglifos que representan imágenes de la fauna regional así como de sus pisadas; además incluye figuras y símbolos abstractos.
El sector cordobés es accesible desde las ciudades de Villa de María y San Francisco del Chañar.